# Serafim de Sarov
São Serafim de Sarov (em russo, Серафи́м Саро́вский, Serafim Sarovskiy) (Kursk, 1 de agosto de 1759 – Sarov, 14 de janeiro de 1833), nascido Prokhor Issidórovitch Mashnin (em russo, Прохор Исидорович Машнин, Prokhor Isidorovich Mashnin), foi um monge e taumaturgo ortodoxo, um stárets e um dos santos mais venerados da Igreja Ortodoxa Russa.
Foi glorificado pela Igreja Ortodoxa em 19 de janeiro de 1903, e, apesar de não ter sido canonizado pelo Vaticano, é popularmente venerado pelas Igrejas Católicas Orientais e a ele o Papa João Paulo II referiu-se como santo, alguns considerando uma forma de oficializar a canonização como equipolente. As suas relíquias estão no Convento Diveiévski, próximo de Sarov, Níjni Novgorod.

## Vida

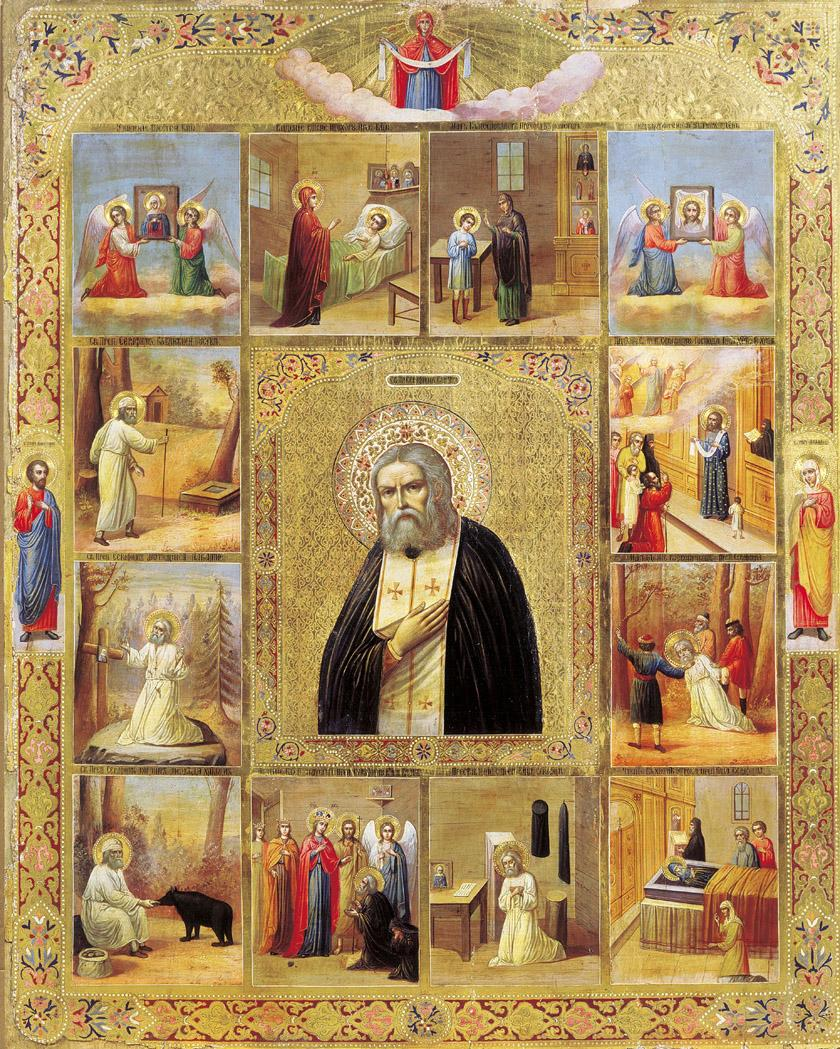
A vida de São Serafim

Nascido em primeiro de agosto (19 de julho no calendário juliano) de 1754 em Kursk, o futuro santo foi batizado Prokhor, em homenagem a Prócoro, um dos Sete Diáconos como citado nos Atos dos Apóstolos. Em 1777, então com 19 anos, uniu-se ao Mosteiro de Sarov, onde em 1786 foi tonsurado Serafim, remetente à poderosa potestade angélica. Foi pouco depois ordenado hierodiácono, fazendo-se hieromonge e líder do Mosteiro de Diveyevo em 1793.
Pouco tempo depois, Serafim foi viver uma vida em isolamento nos bosques, onde permaneceu por 25 anos. Certo dia, foi espancado por ladrões e deixado como morto enquanto cortava lenha, mas estes não encontraram dinheiro, mas apenas um ícone da Mãe de Deus em sua cabine. Após este incidente, que lhe deixaria com uma grave cifose pelo resto de sua vida, Serafim passou mil noites orando sobre uma rocha, quase sempre com os braços erguidos aos céus, forma pela qual é frequentemente retratado. Em 1815, após uma visão da Mãe de Deus, o santo tornou-se um staréts, passando a aceitar peregrinos e escutar suas confissões. Rapidamente ficou conhecido por toda a Rússia, reputado por dons de profecia e de cura.
São Serafim de Sarov faleceu aos 78 anos de idade, ajoelhado em frente a um ícone da eleousa que ele carinhosamente chamava de "júbilo de todos os júbilos" (em russo, Всех радостей Радость).